# Dr. Alban
Dr. Alban, właśc. Alban Uzoma Nwapa (ur. 26 sierpnia 1957 w Ogucie) – nigeryjsko-szwedzki piosenkarz i producent muzyczny, z zawodu lekarz dentysta. Jedna z największych gwiazd muzyki eurodance lat 90. XX wieku.

## Życiorys

### Wczesne lata
Urodził się w wielodzietnej rodzinie dentysty w miejscowości Oguta w Nigerii. W 1979 wyjechał do Szwecji, gdzie studiował stomatologię. Aby sfinansować swoje studia, zaczął pracować jako DJ w sztokholmskim klubie Alphabet Street. Pełne kwalifikacje zawodowe uzyskał w 1988, jako dentysta pracował jednak do 1990, kiedy to postanowił rozpocząć karierę muzyczną.

### Kariera muzyczna
W 1990 poznał producenta Denniza Popa z wytwórni SweMix. W 1991 współpracowali nad debiutanckim albumem studyjnym Dr. Albana, zatytułowanym Hello Afrika. Płyta odniósła sukces komercyjny, sprzedając się na świecie w nakładzie ok. 1 miliona egzemplarzy. Album promował singlami: „Hello Afrika”, „No Coke” i „Stop The Pollution”, które stały się przebojami. W 1992 wydał drugi album studyjny pt. One Love, który promował przebojami: „One Love”, „Sing Hallelujah” i „It's My Life”. Piosenka „It's My Life” sprzedała się na świecie w nakładzie 6 milionów egzemplarzy, była „numerem 1” na listach przebojów w niemal całej Europie.
W 1994 wydał trzeci album pt. Look Who's Talking, na którym znalazły się single: „Look Who's Talking”, „Away from Home” i „Let The Beat Go On”. W 1995 założył własną wytwórnię muzyczną Dr. Records, która miała na celu promocję początkujących wykonawców muzyki eurodance. W 1996 wydał czwarty album pt. Born in Africa, na którym umieścił m.in. utwory „This Time I'm Free”, „Born in Africa” i „Hallelujah Day”. W 1997 przygotował pierwszy album kompilacyjny pt. The Best Of Dr. Alban 1991 – 1997, zawierający jego największe przeboje oraz remiksy autorstwa gwiazd niemieckiej sceny klubowej, takich jak Sash! czy DJ Quicksilver, a także wydał piątą płytę studyjną pt. I Believe.

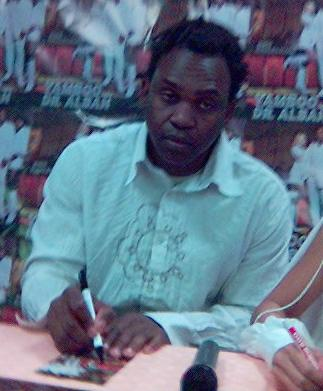
Dr. Alban, 2005

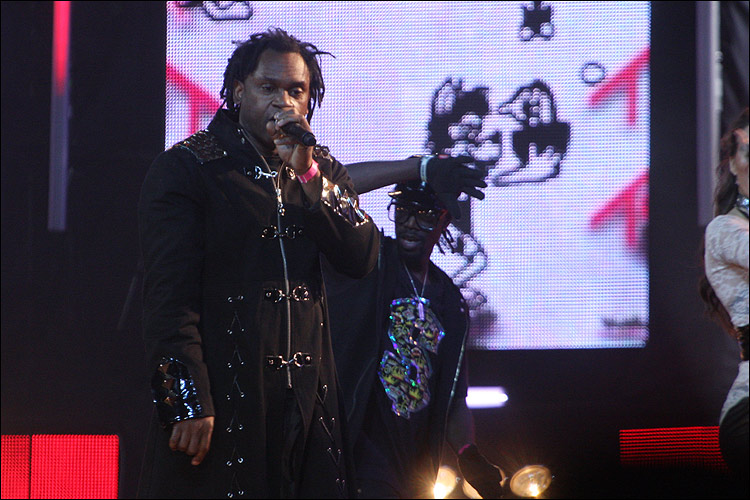
Dr Alban podczas koncertu, 2010

W 1999 wystąpił gościnnie w utworze Sash! – „Colour the World”, po czym zrobił sobie dwuletnią przerwę w karierze. W 2001 wydał kolejny album pt. Prescription, który promował singlami: „Because of You” i „What Do I Do”. W 2002 pojawił się gościnnie w utworze DJ-a Aligatora „I Like to Move It”. W 2007 wydał siódmy album studyjny pt. Back to Basics.
W 2014 wystąpił z utworem „Around the World”, nagranym z Jessicą Folcker, w programie Melodifestivalen 2014, wyłaniającym reprezentanta Szwecji w 59. Konkursie Piosenki Eurowizji. W 2020 roku wraz z polskim raperem Popkiem nagrał odświeżoną wersję swojego przeboju „It’s My Life” (dwukrotnie platynowa płyta w Polsce) oraz „Sing Hallelujah”.

## Dyskografia
Albumy studyjne
- Hello Afrika (1990)
- One Love (1992)
- Look Who's Talking! (1994)
- Born in Africa (1996)
- I Believe (1997)
- Prescription (2000)
- Back to Basics (2007)

Albumy kompilacyjne
- The Very Best Of 1990-1997 (1997)